# Maroko-Nowiny
Maroko-Nowiny – dzielnica leżąca w centrum Rybnika, granicząca od północnego zachodu ze Śródmieściem. W dzielnicy znajduje się największe w Rybniku osiedle – Osiedle Nowiny, na którym znajduje się sześć rond.

## Historia dzielnicy
Obszar dzielnicy Maroko-Nowiny należał do wsi Smolna. W latach 20. XX wieku rozpoczęto budowę pierwszych budynków mieszkalnych przy ulicy Zebrzydowickiej, określano tę okolicę „Marokiem”. Granicę pomiędzy nowo powstającą dzielnicą a Smolną wyznaczał krzyż na skrzyżowaniu ulic: Raciborskiej, Zebrzydowickiej i św. Józefa.
W latach 60. rozpoczęto budowę „Osiedle Tysiąclecia” przy ulicach Zebrzydowickiej i Zielonej. Natomiast w latach 70. realizowano dalszą rozbudowę strefy mieszkaniowej tej dzielnicy. W 1976 roku ukończono projekt budowy osiedla dla 18 tysięcy mieszkańców.

## Czasy współczesne
Współcześnie dzielnica Maroko-Nowiny, prócz największego rybnickiego osiedla blokowego, obejmuje także osiedla domków szeregowych, m.in.przy ul. Krakusa, Zawiszy Czarnego, Wierzbowej. W dzielnicy występuje także zabudowa jednorodzinna, np. przedwojenne domy przy ul. Zebrzydowickiej, od których rozpoczęła się historia Maroka.
W dzielnicy Maroko-Nowiny znajduje się m.in.: kościół św. Jadwigi Śląskiej.
26 sierpnia 2013 na terenie dzielnicy Maroko-Nowiny została erygowana nowa parafia pod wezwaniem Matki Boskiej Częstochowskiej. Budowniczym nowego kościoła i proboszczem parafii został ks. Marek Bernacki.

## Sport i zdrowie
W pobliżu kościoła św. Jadwigi Śląskiej jest zlokalizowany Ośrodek Rekreacji i Rehabilitacji Dla Osób Niepełnosprawnych, którego założycielem był ks. Henryk Jośko.
Przy ulicy Budowlanych znajduje się Centrum Rekreacji i Rehabilitacji „Bushido” należące do MOSiR Rybnik. Ośrodek świadczy usługi rehabilitacyjne, rekreacyjne i fitness.
Między Zespołem Szkół nr 3, a ulicą Budowlanych znajduje się boisko sportowe (orlik), które zostało zadaszone w lipcu 2022.

## Przyroda i turystyka
Dzielnica obejmuje kompleks leśny, przez który biegnie ścieżka rowerowa (aż do lasów Jeziora Rybnickiego).

## Galeria

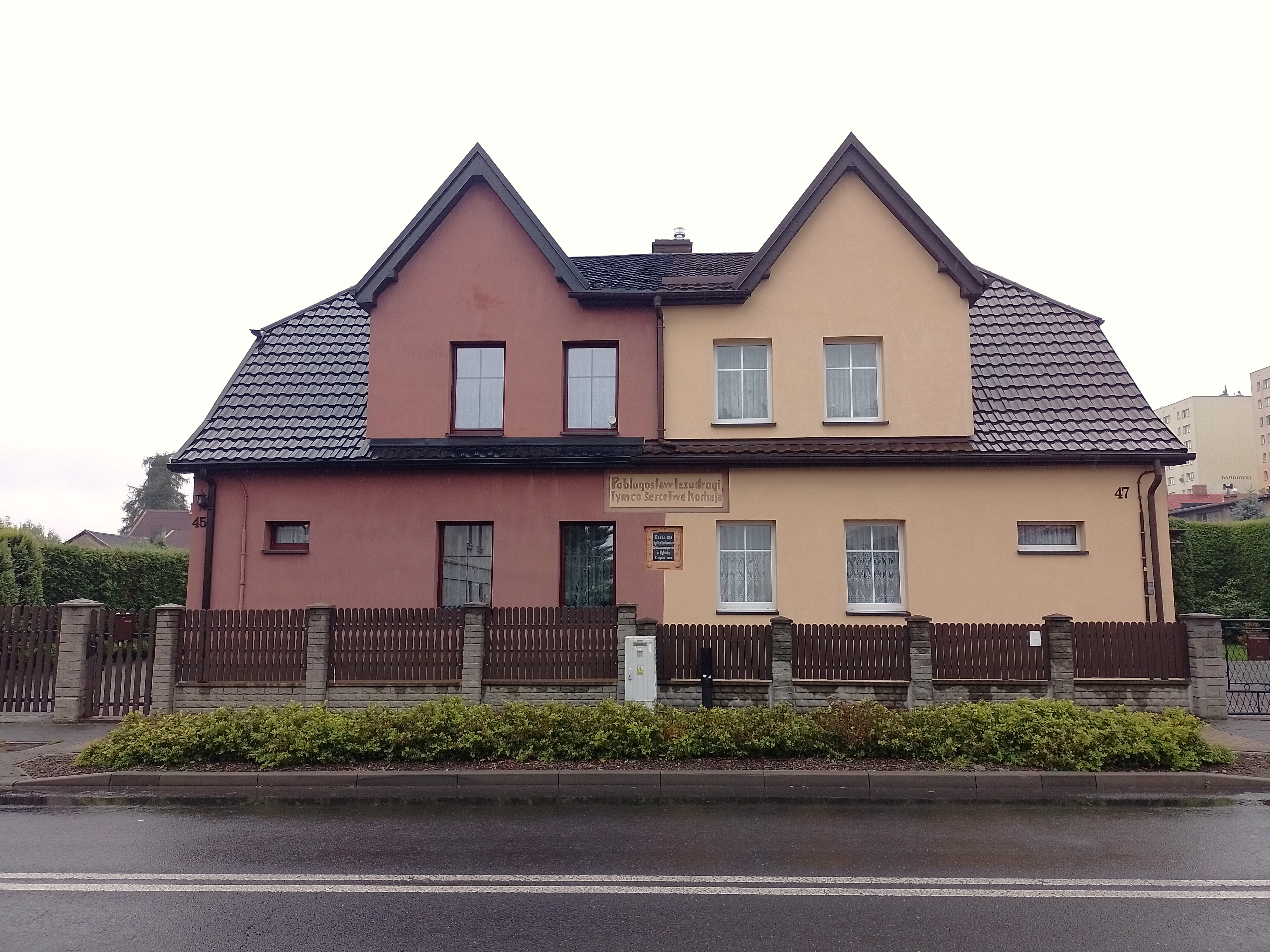
Budynek przy ulicy Zebrzydowickiej z tablicą z 1924 upamiętniającą budowę osiedla Maroko
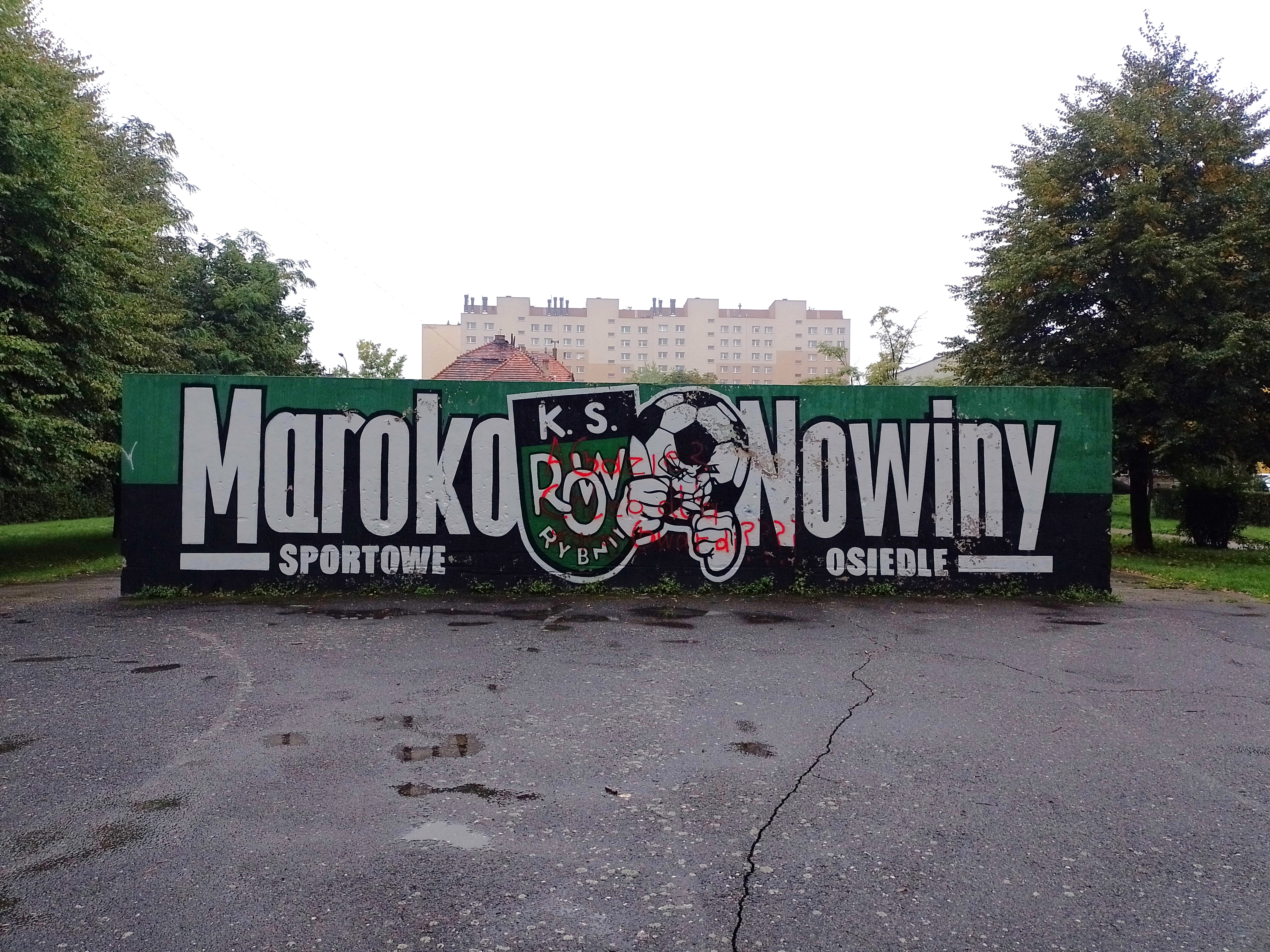
„Maroko-Nowiny – sportowe osiedle”
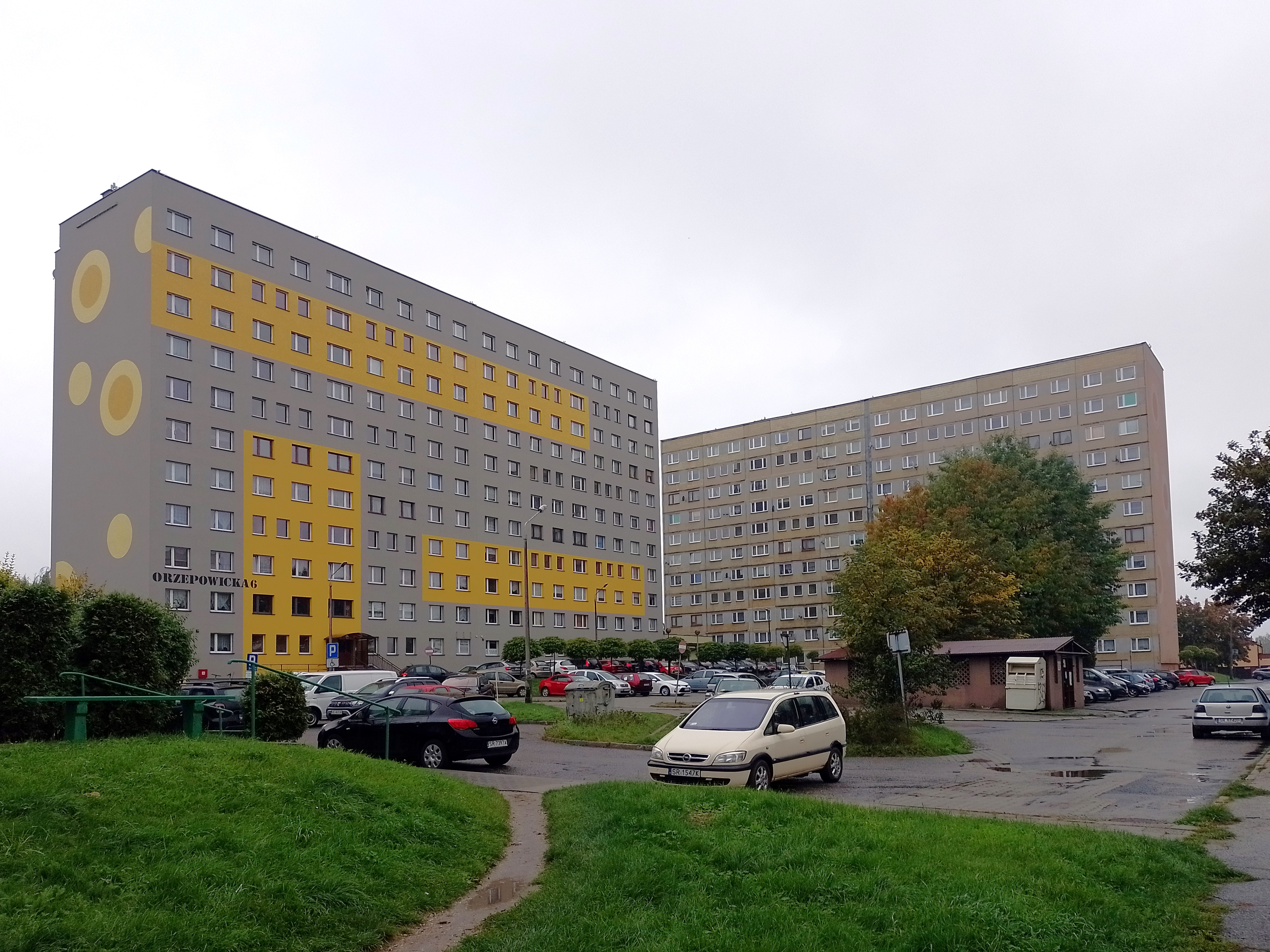
Bloki mieszkalne przy ulicy Orzepowickiej
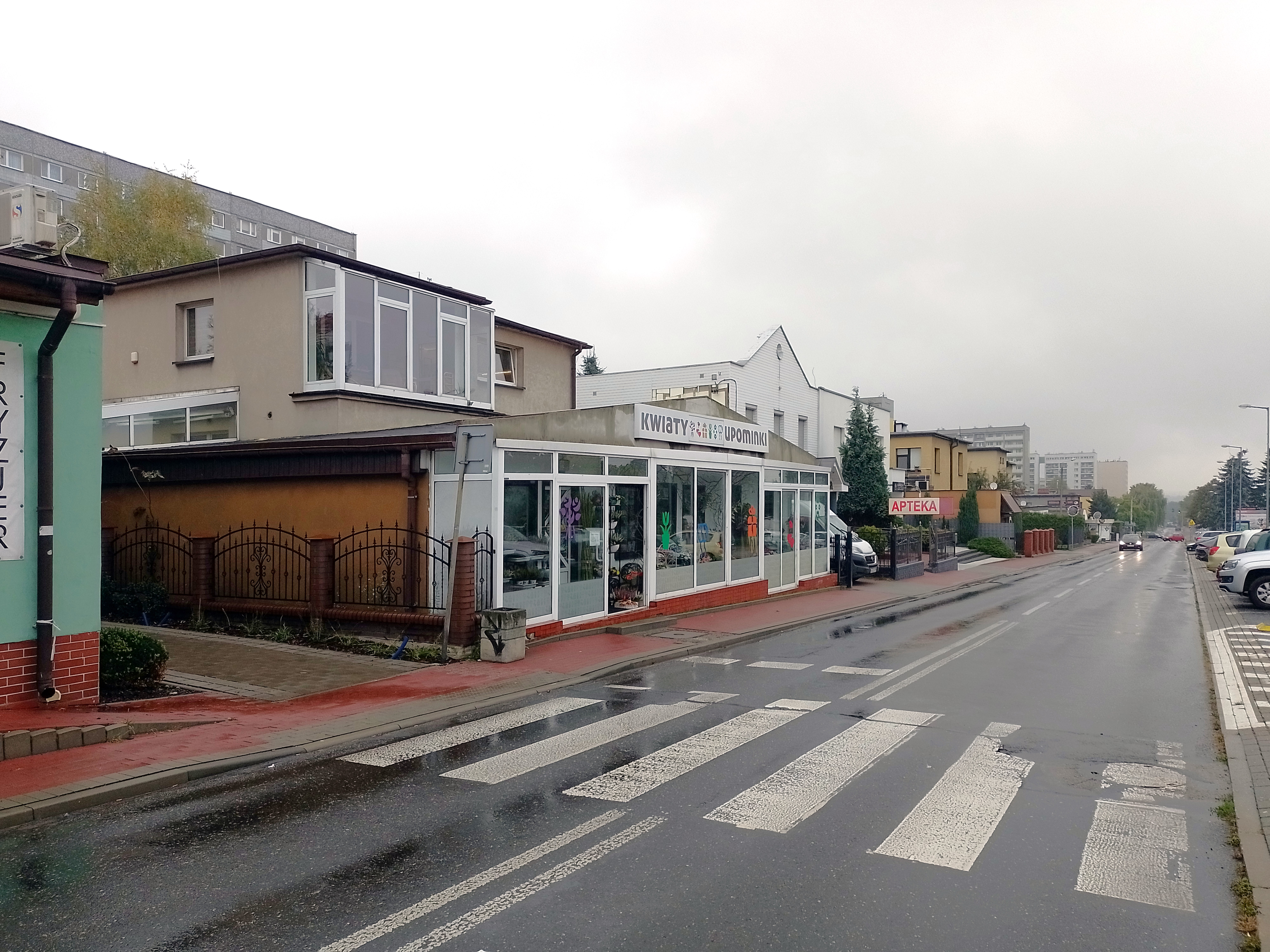
Ulica Bolesława Kominka
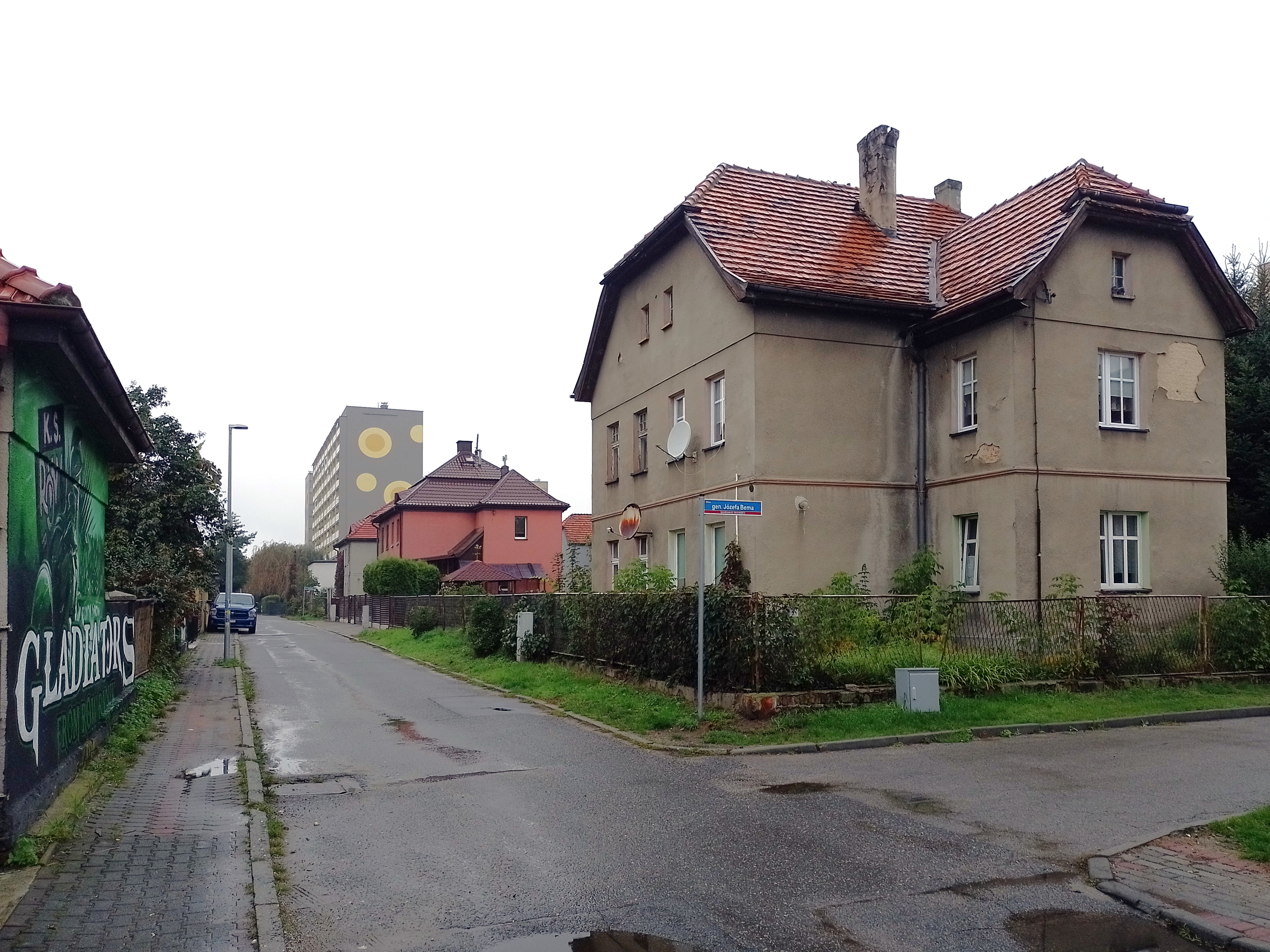
Ulica Obrońców Rybnika w starej części osiedla
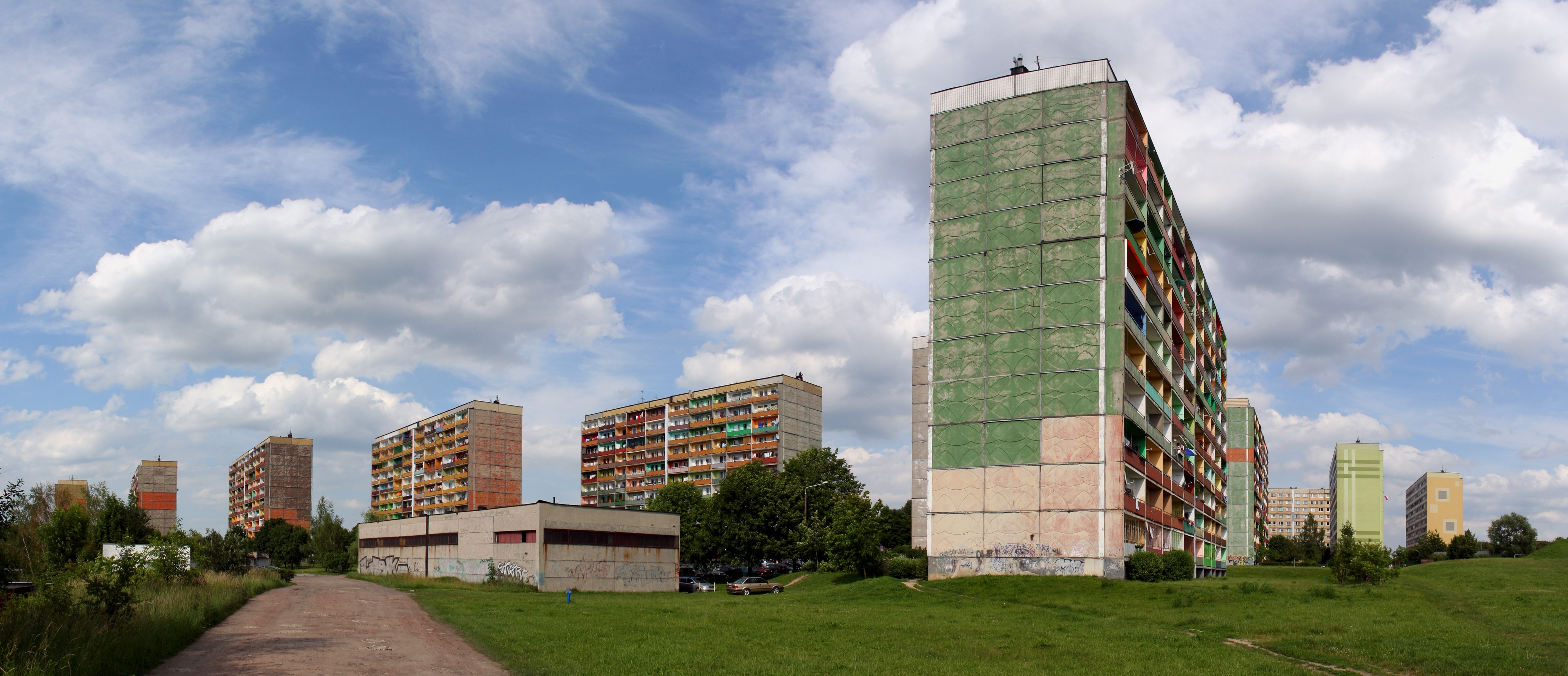
Fragment osiedla Nowiny - ulica Chabrowa
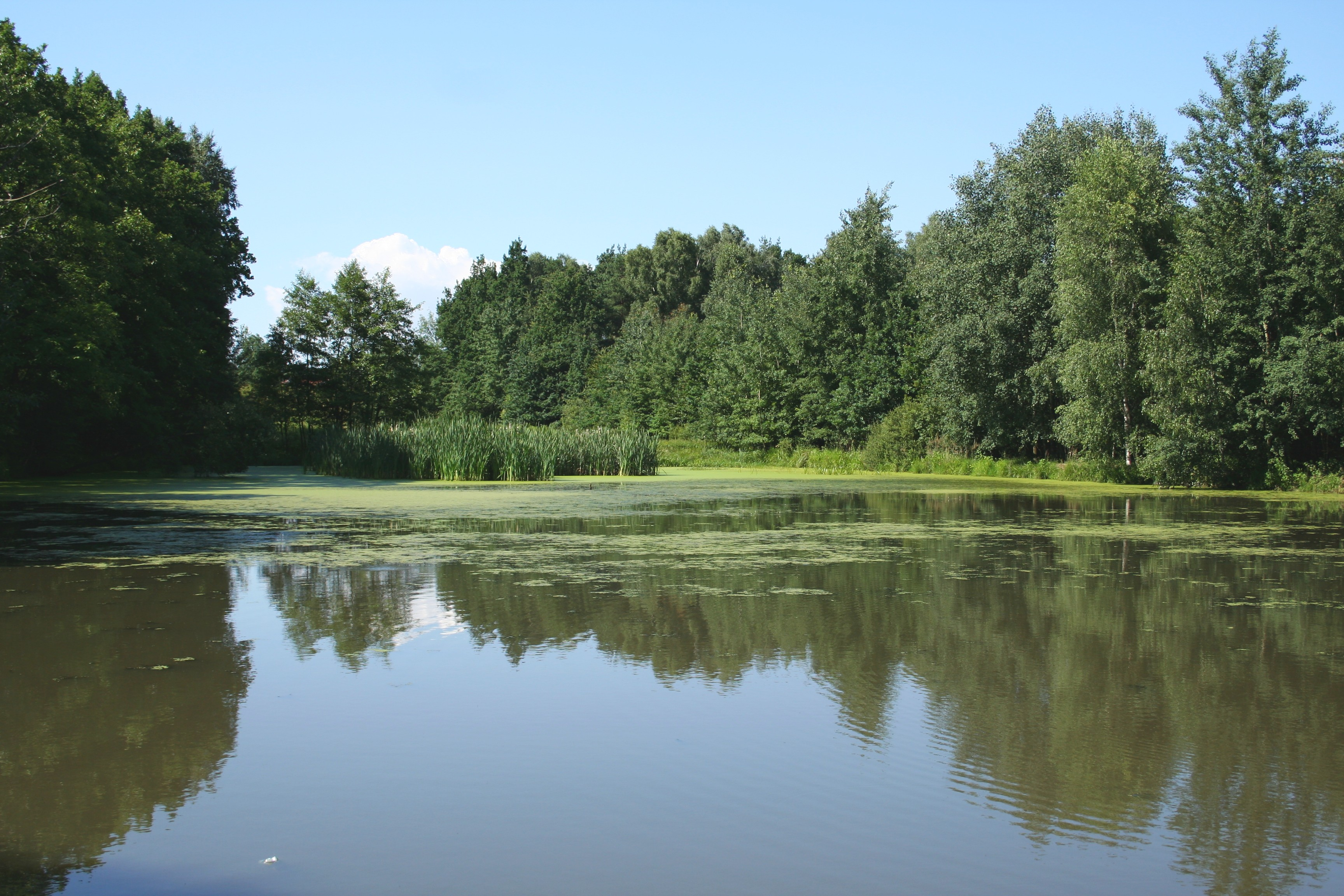
Staw „Księżok” za przystankiem przy ulicy Zebrzydowickiej